# 今池町 (安城市)
今池町（いまいけちょう）は、愛知県安城市の地名。

## 地理
安城市北部に位置する。

### 学区
市立小・中学校に通う場合、学校等は以下の通りとなる。また、公立高等学校に通う場合の学区は以下の通りとなる。
| 番・番地等 | 小学校             | 中学校               | 高等学校 |
| ---------- | ------------------ | -------------------- | -------- |
| 全域       | 安城市立今池小学校 | 安城市立安城北中学校 | 三河学区 |

### 河川
- 明治用水中井筋[1]

## 歴史

### 町名の由来
今村と池浦の中間に位置することによる。また、上倉池・下之池などの池があったことによる。

### 人口の変遷
国勢調査による人口および世帯数の推移。
| 1995年（平成7年）  | 2344世帯 6658人 |  |
| 2000年（平成12年） | 2645世帯 7451人 |  |
| 2005年（平成17年） | 2950世帯 7762人 |  |
| 2010年（平成22年） | 3046世帯 7682人 |  |
| 2015年（平成27年） | 2924世帯 7149人 |  |
| 2020年（令和2年）  | 3109世帯 7111人 |  |

### 沿革
- 1969年（昭和44年） - 安城市今村町の一部により、同市今池町が成立[2]。
- 1980年（昭和55年） - 東栄町の一部を編入する[2]。

## 交通
- 名鉄名古屋本線新安城駅[1]
- 名鉄西尾線[1]
- 明治用水中井筋自転車道[1]
- 市道東栄今池線[1]

## 施設
- 子宝保育園[1]
- 今池住吉公民館[1]
- 前之池公園[1]
- 安城市立今池小学校[1]
- 井上エムテービー[1]
- 金星工業[1]

### WEB
1. ↑  “愛知県安城市の町丁・字一覧”.   人口統計ラボ. 2023年8月26日閲覧。
2. 1 2  総務省統計局 (2022年2月10日). “令和2年国勢調査の調査結果(e-Stat) - 男女別人口，外国人人口及び世帯数－町丁・字等” (CSV). 2023年8月2日閲覧。
3. ↑  “愛知県安城市の郵便番号一覧”.   日本郵便. 2023年8月26日閲覧。
4. ↑  “市外局番の一覧” (PDF).   総務省 (2022年3月1日). 2022年3月22日閲覧。
5. ↑  安城市役所教育振興部学校教育課学事係 (2022年4月7日). “小中学校区一覧（町別50音順）”.   安城市. 2023年9月24日閲覧。
6. ↑  “平成29年度以降の愛知県公立高等学校（全日制課程）入学者選抜における通学区域並びに群及びグループ分け案について”.   愛知県教育委員会 (2015年2月16日). 2023年9月24日閲覧。
7. ↑  総務省統計局 (2014年3月28日). “平成7年国勢調査の調査結果(e-Stat) - 男女別人口及び世帯数 －町丁・字等” (CSV). 2021年7月20日閲覧。
8. ↑  総務省統計局 (2014年5月30日). “平成12年国勢調査の調査結果(e-Stat) - 男女別人口及び世帯数 －町丁・字等” (CSV). 2021年7月20日閲覧。
9. ↑  総務省統計局 (2014年6月27日). “平成17年国勢調査の調査結果(e-Stat) - 男女別人口及び世帯数 －町丁・字等” (CSV). 2021年7月21日閲覧。
10. ↑  総務省統計局 (2012年1月20日). “平成22年国勢調査の調査結果(e-Stat) - 男女別人口及び世帯数 －町丁・字等” (CSV). 2021年7月21日閲覧。
11. ↑  総務省統計局 (2017年1月27日). “平成27年国勢調査の調査結果(e-Stat) - 男女別人口及び世帯数 －町丁・字等” (CSV). 2021年7月21日閲覧。

### 書籍
1. 1 2 3 4 5 6 7 8 9 10 11 12  「角川日本地名大辞典」編纂委員会 1989, p. 1564.
2. 1 2 3 4  「角川日本地名大辞典」編纂委員会 1989, p. 189.